# Богуш Михайло Боговитинович
Богуш Михайло Боговитинович (бл. 1480 — 1530) — руський боярин з волинського роду Боговитинів, державний діяч Великого князівства Литовського, дипломат.

## Життєпис
Звали звично коротко, як батька — Богуша Боговитиновича — намісника перелайського, писаря канцелярії короля Олександра Ягеллончика. Матір — Мусятичівна, її брат подарував Богушові Михайлові Свинарин на Волині 1506 року.
За правління Сигізмунда I Старого став одним з найвідоміших можновладців ВКЛ. Діяльний як дипломат, господарник, мав приязні стосунки з діячами Корони Польської. Початок кар'єри, зростання маєтків пов'язані з репресіями проти учасників заколоту князя Михаїла Глинського.
1508 року став писарем литовським (був ним до смерті); король надав по князеві Глинському двір у Пунському повіті, замість Троцького городництва надав Жижморське намісництво. Жовтень-листопад 1509 — став тимчасово підскарбієм земським після Федька Богдановича Хребтовича (він брав участь у повстанні Глинського). В 1509 році: всупереч переконанням Ради ВКЛ, разом з іншими брав участь у поході війська Корони на Молдавію; посол до Москви як знавець ситуації. З 1511 — маршалок господарський.
1513 року отримав від Сигізмунда I Старого маєтки на Волині, Берестейщині та Підляшші: містечко Шумбар, села Пігаси (тепер Рохманів), Кутно, Залужжя, Олибіси, Кордишів, Новостав, Жолобки, Горбівці, Волока, Биківці, Потуторів, Валів, Бриків, Баймаки та інші. 19 листопада 1516 року від короля Сигізмунда I Старого отримав замок у Жукові з присілками Білівим, Новим Ставом й Гумениками у Луцькому повіті вічним правом.
1518, 5 липня — як маршалок, писар, державець (староста) кам'янецький свідок в грамоті короля Сигізмунда I Старого київському пустинно-миколаївському монастирю, написаний в Кракові. Опікувався Коложським монастирем в Гродно.
Весною 1520 став підскарбієм земським після смерті Абрагама Езофовича. Король довірив йому фінанси через свою недовіру до магнатів, його скромне походження. Представник короля разом з Іваном Іліничем на Віленському сеймі 1520, разом з Іваном Костевичем — до Москви. Посол до Москви разом з Петром Кишкою 1522 року. На пописі 1528 року виставив 64 коні.
Після смерті своєї першої дружини — Тетяни (Ганни) з князів Гольшанських (пом. 12.7.1522) — князь Костянтин Іванович Острозький за посередництвом київського митрополита Йосифа й земського підскарбія Богуша Михайла Боговитиновича уклав угоду з княгинею Анастасією Слуцькою про одруження з її дочкою Олександрою.
12 березня 1523 року як «старий» маршалок згаданий в грамоті короля Сигізмунда I Старого щодо відновлення Межигірського монастиря, написаній у Кракові
Посідав уряд слонімського старости. 12 листопада 1529 року підписав заповіт. Помер, ймовірно, не старим, залишив по собі значний маєток завдяки Сигізмундові I Старому.

## Сім'я
Дружина — Федя (Федора) Андріївна Сангушко, сестрениця князя Костянтина Острозького, назвав його швагром 1522 року; донька князя Андрія Сангушка. Діти:
- Ганна (Анна) — дружина львівського каштеляна Станіслава Ґабріеля Тенчиньського, через це 1538 року виникла суперечка між литовцями (не хотіли переходу дідичної власності підданому Корони) та поляками;
- Федора (Теодора) — дружина київського воєводи, князя Семена (Фридерика) Пронського, ґнєзненського кастеляна Миколая Тшебуховского, хелмінського підкоморія Міхала Дзялинского;
- Юліана — 1546 року мала процес з сестрами за спадок батька.